# جون كورتيس (لاعب كرة قدم)
جون كورتيس (بالإنجليزية: John Curtis)‏ (3 سبتمبر 1978 في المملكة المتحدة - ) هو كاتب سيناريو ولاعب كرة قدم بريطاني في مركز الدفاع. شارك مع منتخب إنجلترا تحت 20 سنة لكرة القدم ومنتخب إنجلترا لكرة القدم الرديف. أما مع النوادي، فقد لعب مع بريستون نورث إيند وبلاكبيرن روفرز وشيفيلد يونايتد وغولد كوست يونايتد وكوينز بارك رينجرز وليستر سيتي ومانشستر يونايتد ونادي بارنسلي ونادي بورتسموث ونادي ريكسهام ونادي نورثامبتون تاون ونوتينغهام فورست ونادي ووستر سيتي.

## وصلات خارجية
- جون كيرتس على موقع قاعدة بيانات كرة القدم.إي يو (الإنجليزية)
- جون كيرتس على موقع Soccerbase.com (لاعب) (الإنجليزية)
- جون كيرتس على موقع Soccerway.com (الإنجليزية)
- جون كيرتس على موقع عالم كرة القدم.نت (الإنجليزية)